# Kopán (Demýdivka)
Kopán (ucraniano: Копа́нь) es un pueblo de Ucrania, constituido administrativamente como una pedanía del asentamiento de tipo urbano de Demýdivka, en el raión de Dubno de la óblast de Rivne.
En 2001, el pueblo tenía una población de 122 habitantes.
Se ubica en la periferia septentrional de Hlyboka Dolyna, sobre la carretera T1806.

## Historia
Antes de la formación del actual municipio de Demýdivka en 2016, el pueblo era una pedanía del consejo rural de Hlyboka Dolyna en el raión de Demýdivka.